# Otidiogryllacris hanitschi
Otidiogryllacris hanitschi är en insektsart som först beskrevs av Heinrich Hugo Karny 1924.  Otidiogryllacris hanitschi ingår i släktet Otidiogryllacris och familjen Gryllacrididae. Inga underarter finns listade i Catalogue of Life.